# Luchów Górny
Luchów Górny is een plaats in het Poolse district  Biłgorajski, woiwodschap Lublin. De plaats maakt deel uit van de gemeente Tarnogród en telt 598 inwoners.